# Grodzisk (powiat de Siemiatycze)
Pour les articles homonymes, voir Grodzisk.
Grodzisk est un village polonais de la voïvodie de Podlachie et du powiat de Siemiatycze. Il est le siège de la gmina de Grodzisk et compte environ 640 habitants.